# Lohals
Lohals är en tätort i Langelands kommun i Region Syddanmark i Danmark. Tätorten har 435 invånare (2024). Den ligger på ön Langeland, cirka 25 kilometer nordost om Rudkøbing.